# Nāḩiyat Ma‘arratmişrīn
Nāḩiyat Ma‘arratmişrīn (arabiska: ناحية معرت مصرين, ناحية معرتمصرين) är ett subdistrikt i Syrien.   Det ligger i provinsen Idlib, i den nordvästra delen av landet, 280 km norr om huvudstaden Damaskus.
Trakten runt Nāḩiyat Ma‘arratmişrīn består till största delen av jordbruksmark. Runt Nāḩiyat Ma‘arratmişrīn är det ganska tätbefolkat, med 166 invånare per kvadratkilometer.